# Fokker F.VII
Fokker F. VII je linijski putnički zrakoplov kojeg je u 1920-im proizvodila nizozemska aviotvrtka Fokker, fokerova američka podružnica Atlantic Aircraft Corporation i druge aviotvrtke pod licencom.

## Dizajn i razvoj
Originalni dizajn Waltera Rethela iz 1924. godine bio je jednomotorni jednokrilac s visoko postavljenim krilom. Anthony Fokker je za ulazak u "Fordove letove pouzdanosti" (en:Ford Reliability Air Tour) 1925. godine avionu dodao još dva motora i uspio pobijediti.
Proizvodne inačice F.VIIa/3m, F.VIIb/3m i F.10 zadržale su konfiguraciju s tri motora a avion je postao poznat kao Fokker Trimotor.

## Povijest korištenja
Putnički Fokker s 8-12 sjedala bio je izbor za mnoge rane aviotvrtke u Europi i Americi. Zajedno sa sličnim Ford Trimotorom dominirao je američkim tržištem krajem 1920-ih. Popularnost fokkerovim avionima naglo je pala nakon što je 1931. godine u padu F.10 (TWA Flight 599) poginuo Knute Rockne, tada poznati trener američkog nogometa. Nakon istrage koja je dokazala postojanje problema u dijelovima drvene konstrukcije od šperploče fokkerov avion je povučen s komercijalnih letova a na tržište su sve više ulazili sve-metalni avioni kao što su Boeing 247 i Douglas DC-2.

## Poznati pionirski i istraživački letovi
F. VII koristili su mnogih istraživači i pioniri zrakoplovstva, uključujući: 
- Richard E. Byrd tvrdio je da je 9. svibnja 1926. preletio preko Sjevernog pola u Fokkeru F.VIIa/3m "Josephine Ford", nekoliko dana prije zabilježenog preleta Roalda Amundsena s cepelinom Norge.[3]
- Dva poručnika Američkog zračnog korpusa (preteča Ratnog zrakoplovstva SAD-a) Lester Maitland i Albert Hegenberger izvela su u lipnju 1927.[3] prvi let iz kontinentalnog dijela SAD-a na Havaje (oko 3.862 km) u Fokkeru C-2 "Bird of Paradise". Isti mjesec, Richard E. Byrd, Bernt Balchen i još dva člana posade su s C-2 "Amerika" preletjela Atlantik. Pri slijetanju na francusku obalu avion se oštetio.[4] Bio je to treći uspješni neprekidni transatlantski let nekog aviona.
- Sir Charles Kingsford Smithov F.VIIb/3m "Southern Cross" bio je prvi zrakoplov koji je u lipnju 1928. preletio Pacifik iz SAD-a za Australiju i prvi koji je preletio Tasmanovo more leteći od Australije do Novog Zelanda i nazad u rujnu te godine.[5]
- Pukovnik Dan Minchin, kapetan Leslie Hamilton i Princess Loewenstein-Wertheim pokušali su koristeći Fokker F. VIIa pod nazivom St. Raphael 31. kolovoza 1927. postati prvi piloti koji će prijeći Atlantik od istoka do zapada. Njihova sudbina ostala je nepoznata.
- Amelia Earhart postala je 17. lipnja 1928. prva žena koja je preletjela Atlantik, kao pratilja pilota Wilmeroma Stultzoma u Fokkeru F.VIIb/3m Friendship.[3]
- Grupa pilota Američkog zračnog korpusa, na čelu s bojnikom Carlom Spaatzom, postaviti su s Fokkerom C-2A "Question Mark" rekord u trajanju leta od preko 150 sati leteći od 1. do 7. siječnja 1929. iznad Los Angelesa. Cilj ove misije bio je postavljanje rekorda u neprekinutom letu koristeći nadopunu goriva tijekom leta.[6]

### Inačice
- F. VII - jednomotorni transportni avion, pokretan s Rolls-Royce Eagle klipnim motorom od 360 KS (268,5 kW). Uz dva člana posade mogao je prevesti još šest putnika. Izrađeno je pet aviona.
- F. VIIa (F.VIIa/1m) - jednomotorni transportni avion, nešto veća od F. VII, s novim podvozjem i krilima. Poletio je 12. ožujka 1925. Prvi avion imao je V-12 Packard Liberty motor od 420 KS (310 kW), dok su u preostalih 39 F. VIIA ugrađivani uglavnom radijalni Bristol Jupiter ili Pratt Whitney Wasp motori. Kasnije su prva dva Fokkers F. VIIa bili pretvoreni u tromotorni transportni zrakoplov.
- F.VIIa/3m  - inačica s dva dodatna motora ovješena ispod krila s prvim letom 4. rujna 1925. Prva dva aviona su bila identična F. VIIa. Od trećeg zrakoplova trup bio je produžen za 80 cm i bio je opremljen s jačim Wright Whirlwind J-4 radijalnim motorima od 200 KS (149 kW). Najvjerojatnije je da je izrađeno samo 18 aviona ali su i mnoge F. VIIa nadograđeni na ovaj standard.
- F.VIIb/3m - glavna proizvodna inačica s većim rasponom krila. Izrađeno je 154 aviona uključujući i one nastale pod licencom.
- F.9 - američka inačica Fokkera F.VIIB-3m izgrađena u tvrtki Atlantic Aircraft Corporation u SAD-u.
- Fokker F.10 - uvećanu putnička inačica nastala iz Fokkera F. VII. Avion je mogao prevesti 12 putnika. Izrađivan je u tvrtki Atlantic Aircraft Corporation u SAD-u.

*C-2 - vojna transportna inačica Fokkera F.9, pokretana s tri Wright J-5 radijalna klipna motora od po 220-KS (164 kW). Avion je uz dva pilota mogao prevesti 10 putnika. Izrađeno je tri aviona za Američki zračni korpus. 
- C-2A - vojna transportna inačica za Američki zračni korpus s većim rasponom krila, pokretana s tri Wright J-5 radijalna klipna motora od po 220-KS (164 kW). Avion je uz dva pilota mogao prevesti 10 putnika. Izrađeno je osam aviona.
- XC-7 - jedan C-2A opremljena s tri Wright J-6-9 radijalna klipna motora od po 330-KS (246 kW).
- C-7A - vojna transportna inačica za Američki zračni korpus. Šest aviona preinačeno je 1931. na ovaj standard iz C-2A na kojem su motori promijenjeni s Wright R-975 motorima od po 300 KS (220 kW).
- XLB-2 – eksperimentalni laki bombarder C-7 inačice pokretan s tri Pratt & Whitney R-1380 radijalna klipna motora od po 410-KS (306 kW). Izrađen je jedan avion.
- TA-1 - vojna transportna inačica za američki mornarički korpus. Izrađeno je tri aviona.
- TA-2 - vojna transportna inačica za američku mornaricu. Izrađeno je tri aviona.
- TA-3 - vojna transportna inačica za američku mornaricu pokretana s tri Wrighta J-6 radijalna klipna motora. Izrađen je jedan avion.
- RA-1 - redizajniran TA-1.
- RA-2 - redizajniran TA-2.
- RA-3 - redizajniran TA-3.

## Licencirana proizvodnja
- SABCA, izrađeno 29 zrakoplova.
- Avia, izrađeno 18 zrakoplova.
- Tri zrakoplova izrađena su u Italiji kao IMAM Ro.10.
- Plage i Laśkiewicz. Između 1929. i 1930. izrađeno je jedanaest putničkih i 20 domaće razvijenih  (Jerzy Rudlicki)  bombardera.
- Tri zrakoplova izrađena su u Španjolskoj.
- Avro, izrađeno je 14 aviona poznatih i kao Avro 618 Ten.
- Atlantic Aircraft Corporation

## Tehničke karakteristike (Fokker F.VIIb/3m; Atlantic-Fokker C-2A)
Izvori podataka: 
Osnovne karakteristike
- posada: 2
- kapacitet: 8 putnika
- dužina: 14,60 m
- raspon krila: 21,70 m
- visina: 3,90 m

Letne karakteristike
- ekonomska brzina: 170 km/h
- motor: Wright J-5 Whirlwind radialni klipni motor